# Rhododendron williamsianum
Rhododendron williamsianum är en ljungväxtart som beskrevs av Alfred Rehder och E.H. Wilson. Rhododendron williamsianum ingår i släktet rododendron, och familjen ljungväxter. Inga underarter finns listade i Catalogue of Life.

## Bildgalleri

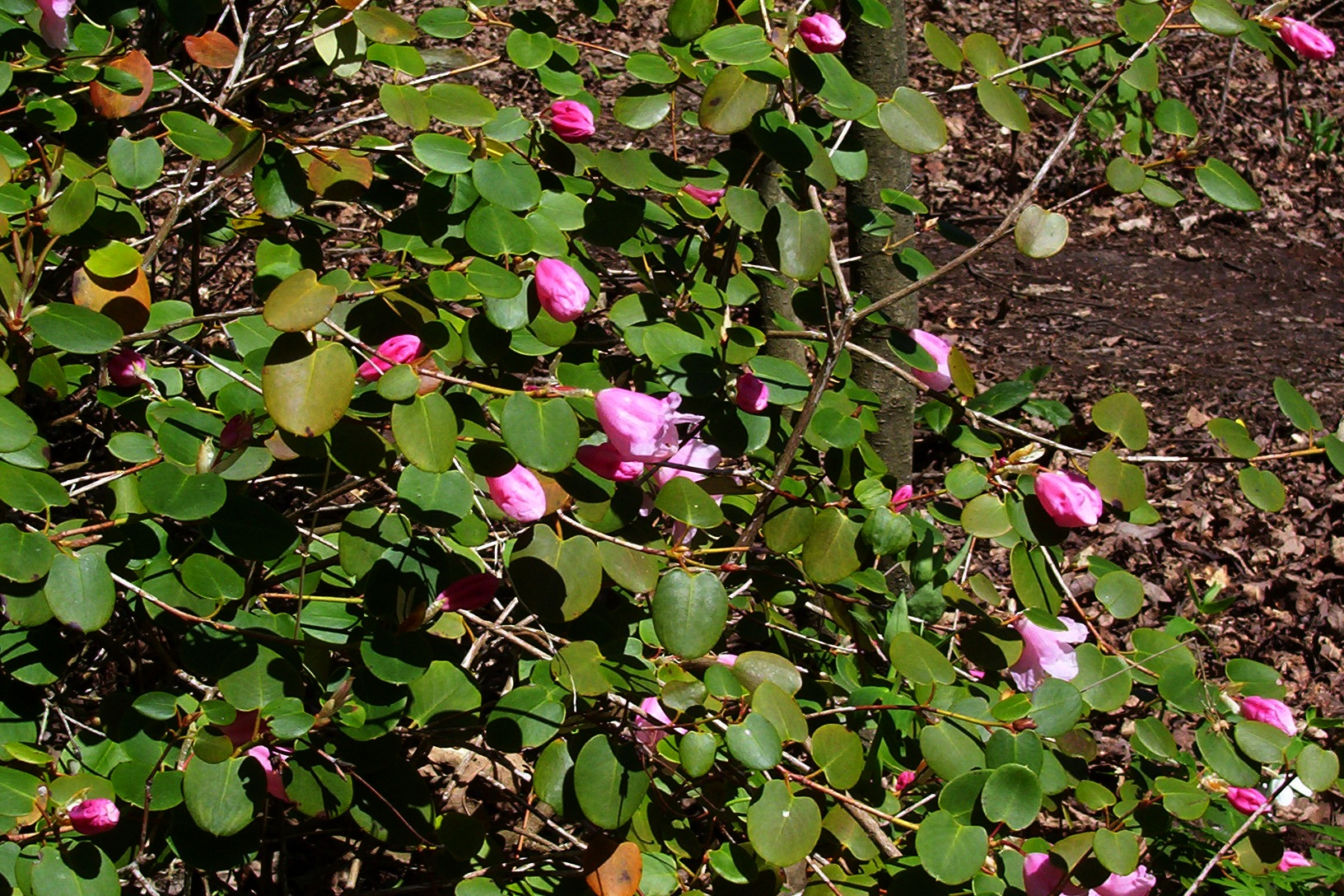
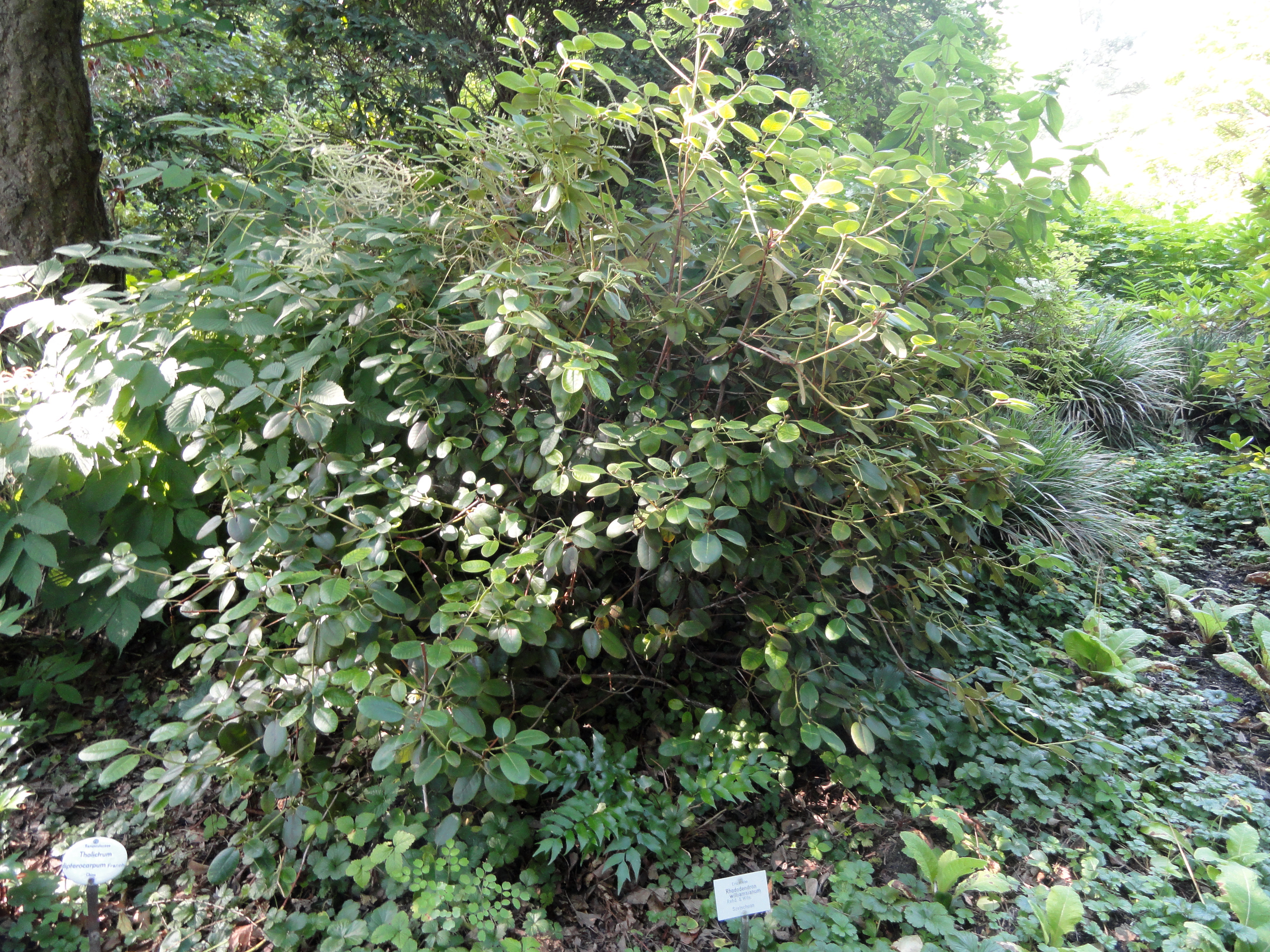
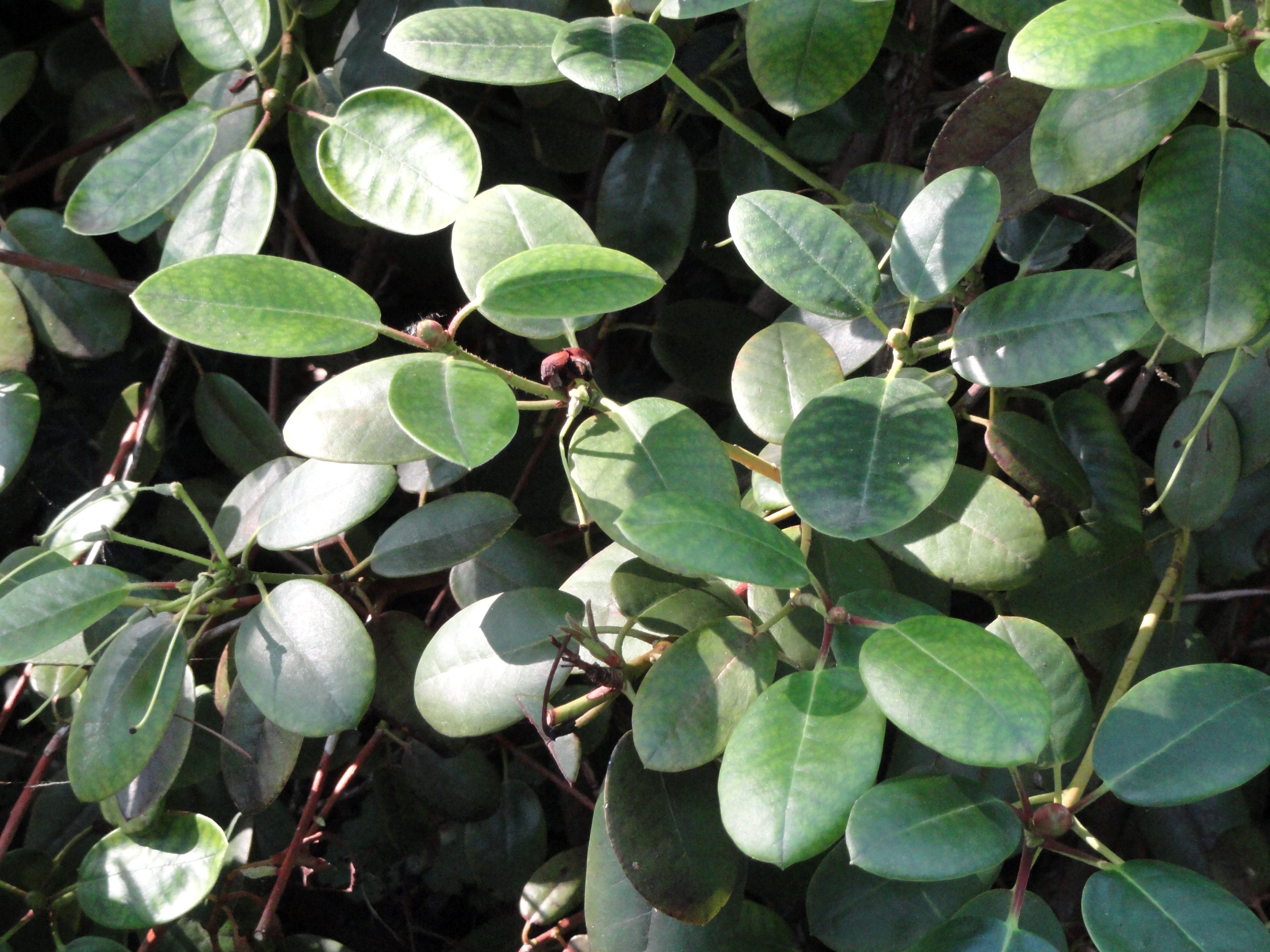
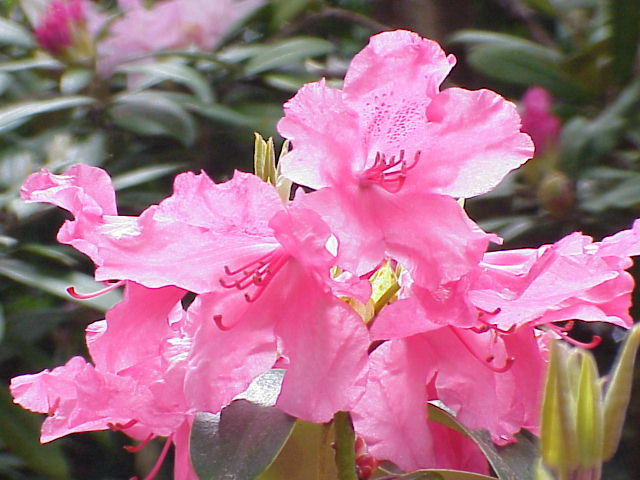
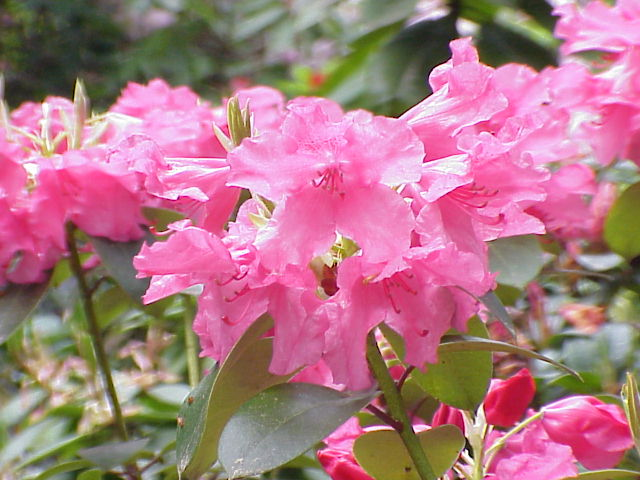
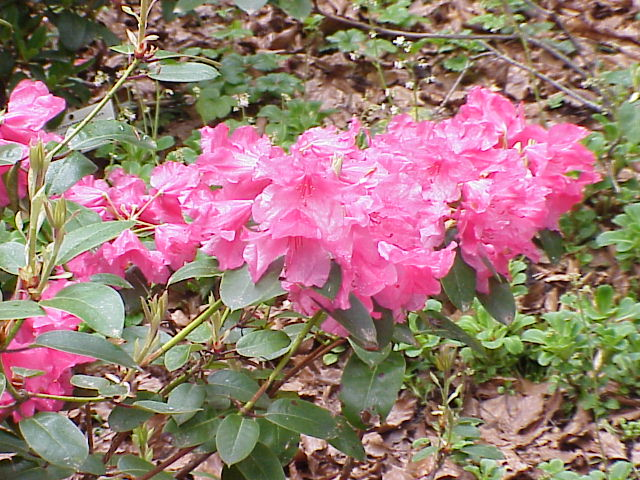